# Petawawa River
Der Petawawa River ist ein 187 km langer Fluss im östlichen Ontario in Kanada. 
Er entspringt im Butt Lake, im Norden des Algonquin Provincial Park, fließt in östlicher Richtung und mündet bei Petawawa in den Ottawa-Fluss. Er entwässert ein Gebiet von 4200 km². Er durchfließt eine Reihe von Seen, darunter den Cedar Lake und Radiant Lake. Sein Name stammt aus der Sprache der Algonkin und bedeutet „wo man so einen Lärm hört“, was sich auf seine vielen Stromschnellen bezieht. Vom Ende des 19. Jahrhunderts bis in die 1960er, wurde der Fluss für die Flösserei genutzt. Wegen seines Wildwassers ist der Petawawa bei Kanufahrern sehr beliebt.
Ein Teilstück des Petawawa River verläuft im Ottawa-Bonnechere-Graben, einem 175 Millionen Jahre alten Grabenbruch.
Nebenflüsse des Petawawa Rivers sind unter anderem:
- Barron River
- Crow River
- Little Madawaska River
- Nipissing River mündet in den Cedar Lake
- North River mündet in den Radiant Lake